# Luba Shumeyko
Luba Hegre Shumeyko (* 8. April 1982 in Kiew, Ukrainische SSR, als ukrainisch Люба Шумейко Ljuba Schumejko) ist Modeschöpferin, Fotografin sowie Foto- und Aktmodell. Ihre Ausbildung umfasste unter anderem fünf Jahre als Turnerin und ein abgeschlossenes Studium in Modedesign. Sie wurde als Aktmodell unter dem Namen Luba bekannt und ist Ehefrau, Muse und Modell des Aktfotografen Petter Hegre, dessen Bilder ihre Karriere maßgeblich mitbegründeten.
Ihre Karriere begann als Modell für Hegre, der mit Hilfe des damals neuen Mediums Internet zu Bekanntheit gelangte. Dem Internet-Geschäft folgten auch mehrere gedruckte Bildbände. Auch in den Magazinen Maxim, Matador, Perfect10 und anderen erschienen Bilder von Shumeyko. 2003 folgte die Hochzeit mit Hegre in Kiew. Das Ehepaar Hegre publiziert seit 2005 mit einigen anderen Fotografen ein eigenes Aktmagazin namens New Nude, das vierteljährlich erscheint. Auch hier war Shumeyko auf dem Cover der Erstausgabe zu sehen.
Ihrer Karriere als Model folgt seit einiger Zeit eine Phase, in der Shumeyko selbst als Fotografin und Modedesignerin in Erscheinung tritt, unter anderem bei New Nude. Bei ihrer Arbeit als Designerin kann sie auf Erfahrungen aus ihrem Studium in Modedesign an der Universität von Kiew zurückgreifen.
Shumeykos Zwillingsschwester Nadya ist ebenfalls in einigen Bilderserien von Hegre zu sehen, arbeitet jedoch inzwischen hauptsächlich als Fashion Model in Kalifornien.

## Bibliografie
- Luba (2003) ISBN 978-3-03766-447-6
- Luba and Girlfriends (Kalender 2006) ISBN 978-3-934020-62-7
- Yoga Pur (2015) ISBN 978-3-426-29258-7

| Personendaten    | Personendaten                            |
| ---------------- | ---------------------------------------- |
| NAME             | Shumeyko, Luba                           |
| ALTERNATIVNAMEN  | Luba; Schumejko, Ljuba (wirklicher Name) |
| KURZBESCHREIBUNG | internationales Foto- und Aktmodell      |
| GEBURTSDATUM     | 8. April 1982                            |
| GEBURTSORT       | Kiew, Ukrainische SSR, Sowjetunion       |